# Alpesisí az 1988. évi téli olimpiai játékokon
Az 1988. évi téli olimpiai játékokon az alpesisí versenyszámait a Nakiskai síközpontban rendezték február 15. és 27. között.

## Részt vevő nemzetek
A versenyeken 43 nemzet 272 sportolója vett részt.
- Amerikai Virgin-szigetek (ISV) (1)
- Andorra (AND) (4)
- Argentína (ARG) (10)
- Ausztrália (AUS) (3)
- Ausztria (AUT) (17)
- Bolívia (BOL) (6)
- Bulgária (BUL) (4)
- Chile (CHI) (5)
- Ciprus (CYP) (3)
- Costa Rica (CRC) (2)
- Csehszlovákia (TCH) (5)
- Dél-Korea (KOR) (4)
- Egyesült Államok (USA) (17)
- Finnország (FIN) (1)
- Franciaország (FRA) (18)
- Görögország (GRE) (3)
- Guatemala (GUA) (4)
- India (IND) (3)
- Izland (ISL) (2)
- Japán (JPN) (6)
- Jugoszlávia (YUG) (9)
- Kanada (CAN) (18)
- Lengyelország (POL) (1)
- Libanon (LIB) (4)
- Liechtenstein (LIE) (9)
- Luxemburg (LUX) (1)
- Marokkó (MAR) (3)
- Mexikó (MEX) (4)
- Monaco (MON) (1)
- Nagy-Britannia (GBR) (12)
- Norvégia (NOR) (3)
- NSZK (FRG) (17)
- Olaszország (ITA) (11)
- Puerto Rico (PUR) (6)
- Románia (ROU) (1)
- San Marino (SMR) (4)
- Spanyolország (ESP) (6)
- Svájc (SUI) (17)
- Svédország (SWE) (12)
- Szovjetunió (URS) (3)
- Tajvan (TPE) (5)
- Törökország (TUR) (4)
- Új-Zéland (NZL) (3)

## Éremtáblázat
(A rendező nemzet eltérő háttérszínnel, az egyes számoszlopok legmagasabb értéke, vagy értékei vastagítással kiemelve.)
| Az 1988. évi téli olimpiai játékok éremtáblázata alpesisíben | Az 1988. évi téli olimpiai játékok éremtáblázata alpesisíben | Az 1988. évi téli olimpiai játékok éremtáblázata alpesisíben | Az 1988. évi téli olimpiai játékok éremtáblázata alpesisíben | Az 1988. évi téli olimpiai játékok éremtáblázata alpesisíben | Olimpia  |
| ------------------------------------------------------------ | ------------------------------------------------------------ | ------------------------------------------------------------ | ------------------------------------------------------------ | ------------------------------------------------------------ | -------- |
|                                                              | Ország                                                       | Arany                                                        | Ezüst                                                        | Bronz                                                        | Összesen |
| 1.                                                           | Svájc (SUI)                                                  | 3                                                            | 4                                                            | 4                                                            | 11       |
| 2.                                                           | Ausztria (AUT)                                               | 3                                                            | 3                                                            | 0                                                            | 6        |
| 3.                                                           | Olaszország (ITA)                                            | 2                                                            | 0                                                            | 0                                                            | 2        |
| 4.                                                           | NSZK (FRG)                                                   | 1                                                            | 2                                                            | 1                                                            | 4        |
| 5.                                                           | Franciaország (FRA)                                          | 1                                                            | 0                                                            | 1                                                            | 2        |
|                                                              |                                                              |                                                              |                                                              |                                                              |          |
| 6.                                                           | Jugoszlávia (YUG)                                            | 0                                                            | 1                                                            | 0                                                            | 1        |
|                                                              |                                                              |                                                              |                                                              |                                                              |          |
| 7.                                                           | Kanada (CAN)                                                 | 0                                                            | 0                                                            | 2                                                            | 2        |
| 8.                                                           | Liechtenstein (LIE)                                          | 0                                                            | 0                                                            | 1                                                            | 1        |
| 9.                                                           | Svédország (SWE)                                             | 0                                                            | 0                                                            | 1                                                            | 1        |
|                                                              |                                                              |                                                              |                                                              |                                                              |          |
| Összesen                                                     | Összesen                                                     | 10                                                           | 10                                                           | 10                                                           | 30       |

## Érmesek

### Férfi
| Az 1988. évi téli olimpiai játékok érmesei férfi alpesisíben |                                      |           |                                   |           |                                        |           |
| Versenyszám                                                  | Arany                                | Arany     | Ezüst                             | Ezüst     | Bronz                                  | Bronz     |
| Összetett                                                    | Hubert Strolz · Ausztria (AUT)       | 36,5 pont | Bernhard Gstrein · Ausztria (AUT) | 43,4 pont | Paul Accola · Svájc (SUI)              | 48,2 pont |
| Lesiklás                                                     | Pirmin Zurbriggen · Svájc (SUI)      | 1:59,63   | Peter Müller · Svájc (SUI)        | 2:00,14   | Franck Piccard · Franciaország (FRA)   | 2:01,24   |
| Műlesiklás                                                   | Alberto Tomba · Olaszország (ITA)    | 1:39,47   | Frank Wörndl · NSZK (FRG)         | 1:39,53   | Paul Frommelt · Liechtenstein (LIE)    | 1:39,84   |
| Óriás-műlesiklás                                             | Alberto Tomba · Olaszország (ITA)    | 2:06,37   | Hubert Strolz · Ausztria (AUT)    | 2:07,41   | Pirmin Zurbriggen · Svájc (SUI)        | 2:08,39   |
| Szuperóriás-műlesiklás                                       | Franck Piccard · Franciaország (FRA) | 1:39,66   | Helmut Mayer · Ausztria (AUT)     | 1:40,96   | Lars-Börje Eriksson · Svédország (SWE) | 1:41,08   |

### Női
| Az 1988. évi téli olimpiai játékok érmesei női alpesisíben |                                |            |                                         |            |                                         |            |
| Versenyszám                                                | Arany                          | Arany      | Ezüst                                   | Ezüst      | Bronz                                   | Bronz      |
| Összetett                                                  | Anita Wachter · Ausztria (AUT) | 29,25 pont | Brigitte Oertli · Svájc (SUI)           | 29,48 pont | Maria Walliser · Svájc (SUI)            | 51,28 pont |
| Lesiklás                                                   | Marina Kiehl · NSZK (FRG)      | 1:25,86    | Brigitte Oertli · Svájc (SUI)           | 1:26,61    | Karen Percy · Kanada (CAN)              | 1:26,62    |
| Műlesiklás                                                 | Vreni Schneider · Svájc (SUI)  | 1:36,69    | Mateja Svet · Jugoszlávia (YUG)         | 1:38,37    | Christa Kinshofer-Güthlein · NSZK (FRG) | 1:38,40    |
| Óriás-műlesiklás                                           | Vreni Schneider · Svájc (SUI)  | 2:06,49    | Christa Kinshofer-Güthlein · NSZK (FRG) | 2:07,42    | Maria Walliser · Svájc (SUI)            | 2:07,72    |
| Szuperóriás-műlesiklás                                     | Sigrid Wolf · Ausztria (AUT)   | 1:19,03    | Michela Figini · Svájc (SUI)            | 1:20,03    | Karen Percy · Kanada (CAN)              | 1:20,29    |